# L'home amb dos cervells
L'home amb dos cervells (títol original: The Man with Two Brains) és una pel·lícula estatunidenca dirigida per Carl Reiner, estrenada l'any 1983. Vint-i-vuit anys després de l'estrena, la pel·lícula va ser classificada com la 32a millor comèdia, segons Time Out London. Ha estat doblada al català.

## Argument
Dolores Benedict, una dona desitjable i cobdiciosa, intenta apoderar-se de la fortuna de Michael Hfuhruhurr, metge arrogant que practica trasplantaments de cervells. En una visita a un col·lega, Michael cau sota l'encant d'un cervell femení que neda en una peixera i intenta per tots els mitjans trobar un cos per implantar-li el cervell. De sobte descobreix l'existència de l' « assassí dels ascensors » que mata les seves víctimes amb desengreixant.

## Repartiment
- Steve Martin: Dr. Michael Hfuhruhurr
- Kathleen Turner: Dolores Benedict
- David Warner: Dr. Alfred Necessiter
- Paul Benedict: El majordom
- Peter Hobbs: Dr. Brandon
- Richard Brestoff: Dr. Pasteur
- Earl Boen: Dr. Felix Conrad
- David Byrd: El recepcionista
- Francis X. McCarthy: Olsen
- James Cromwell: L'agent immobiliari
- Merv Griffin: ell mateix
- Merv Griffin: Dr. Jones
- George Furth: Timon
- Randi Brooks: Fran, la prostituta rossa
- Natividad Vacío: Ramon
- Sissy Spacek: Anne Uumellmahaye (veu)